# Winterthur Assicurazioni
La Winterthur Assicurazioni (in tedesco «Winterthur» Schweizerische Versicherungs-Gesellschaft) è stata una compagnia di assicurazioni svizzera.
Nel giugno 2006 la Credit Suisse ha ceduto il gruppo assicurativo Winterthur Assicurazioni al colosso francese AXA, il quale si colloca oggi al secondo posto nel mercato di assicurazioni europeo. Il marchio d'uso Winterthur, in una fase di transizione, viene conservato come AXA Winterthur. L’AXA tuttavia ha annunciato che a medio termine intende rinunciare alla sigla Winterthur e presentarsi in futuro soltanto come AXA, cosa che avviene nel 2018.

## Winterthur italiana
Nel 1926 la Winterthur acquisì il controllo del Lloyd Continentale - Compagnia di assicurazioni e riassicurazioni generali, nato nel 1919 a Milano.
Nel 1963 il Lloyd Continentale cambiò nome in Winterthur - Compagnia italo-svizzera di assicurazioni.
Nel 1996 la Winterthur italiana incorporò altre compagnie, come la Schweiz (già Savoia), la SAPA - Security and Property Assurance e la Veneta di Padova.
Nel 2003 il Credit Suisse cedette la Winterthur italiana alla Unipol, che la incorporerà nella Aurora. Successivamente la Aurora verrà a sua volta incorporata nella Unipol.